# Andenbussard

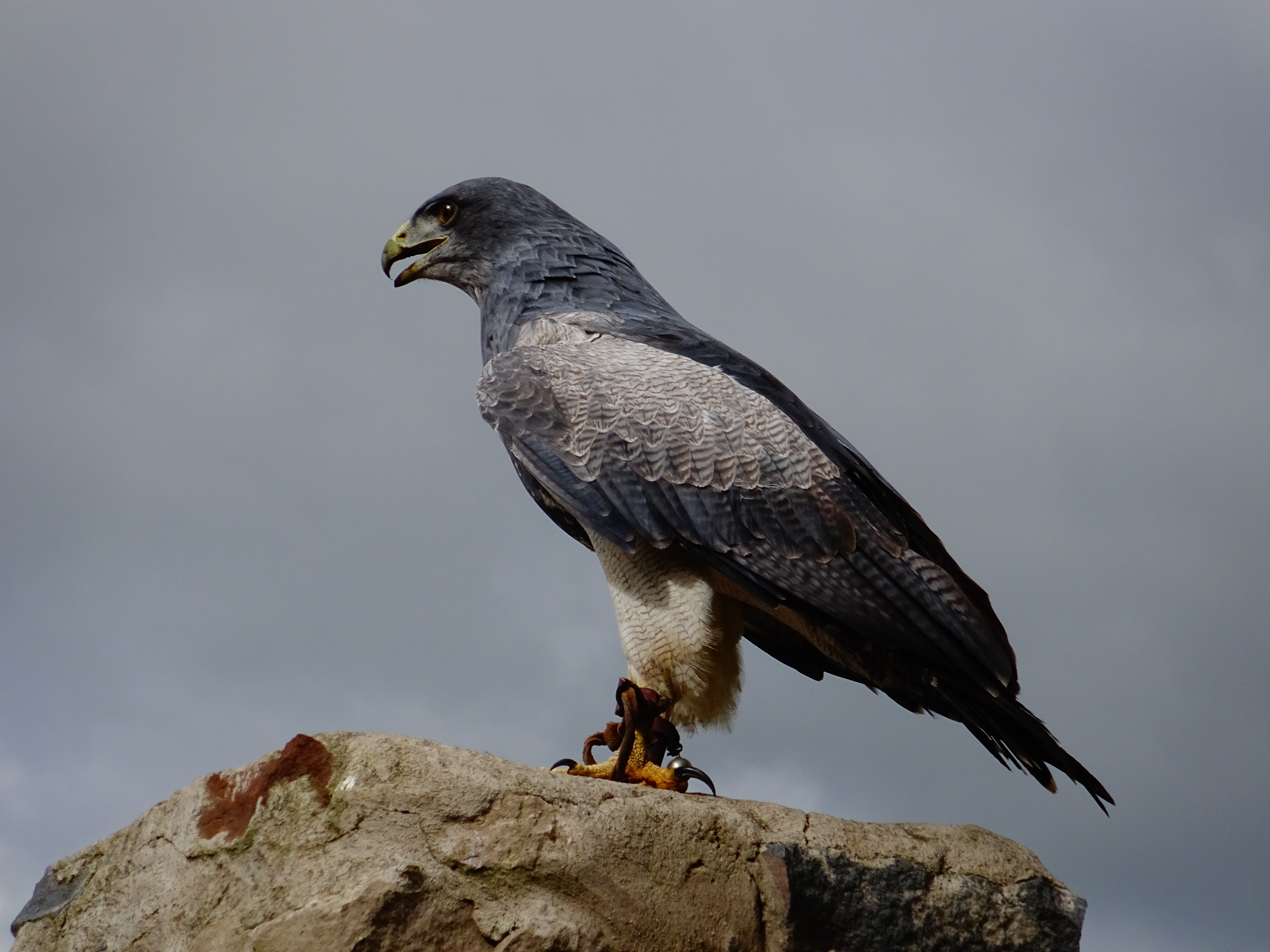
Andenbussard in Ecuador

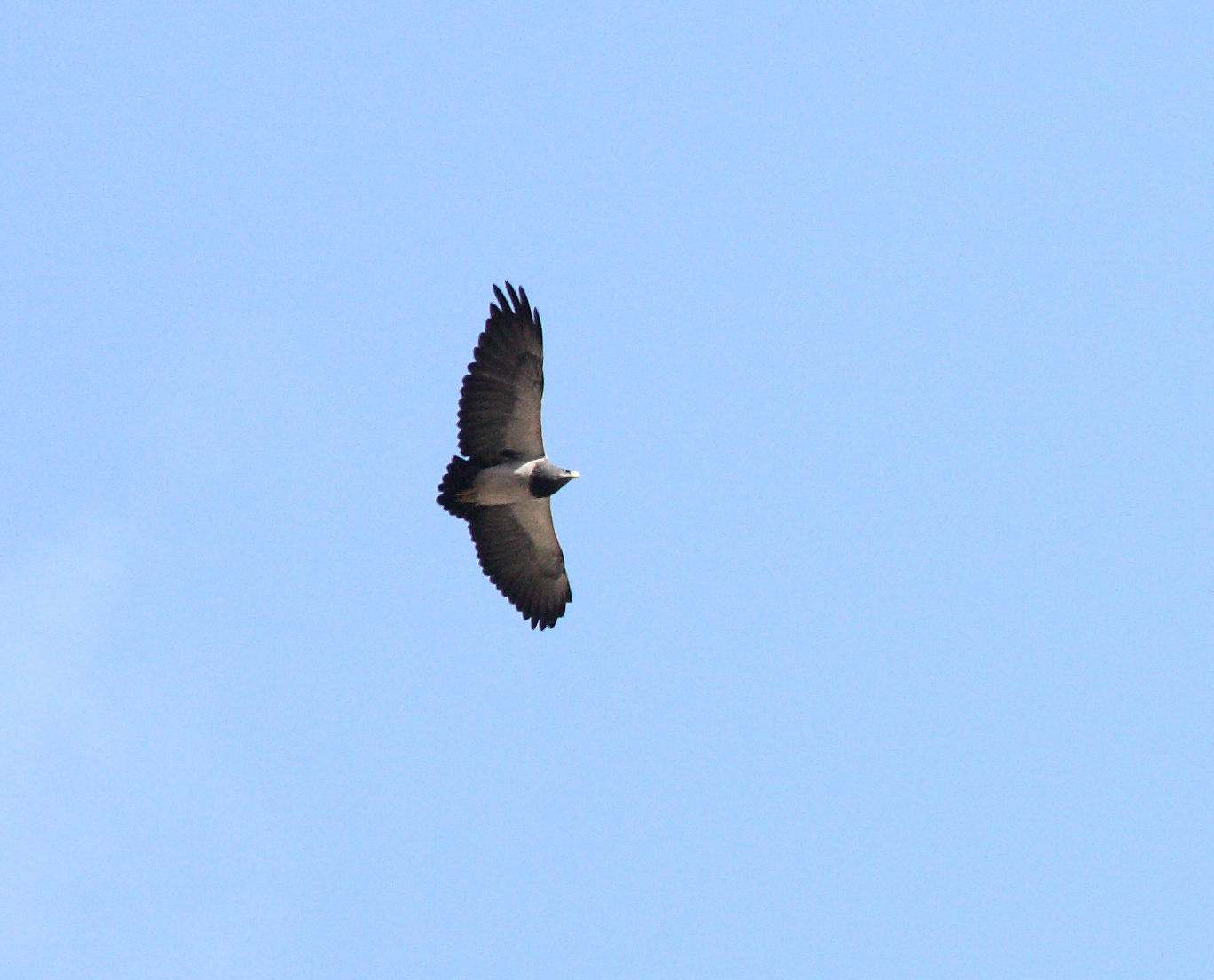
Andenbussard im Flug

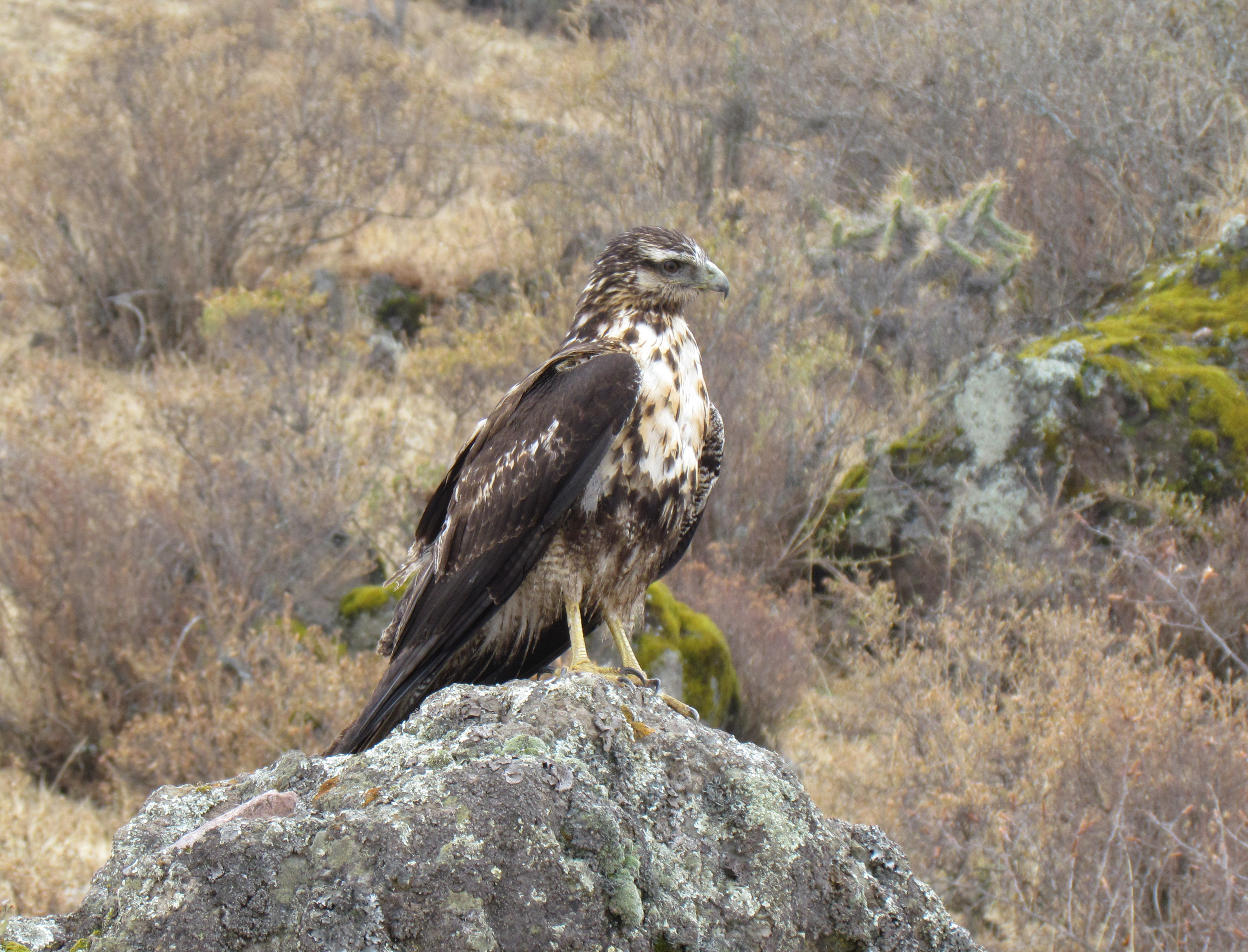
Andenbussarde im Jugendkleid wirken typisch bussardmäßig braun

Der Andenbussard (Geranoaetus melanoleucus, auch Aguja, Blaubussard, Kordillerenadler oder die Aguja, von portugiesisch águia = Adler) ist eine Greifvogelart aus der Unterfamilie der Bussardartigen (Buteoninae). Er kommt entlang der Anden und in weiteren, klimatisch eher gemäßigten Teilen Südamerikas vor. Er bewohnt offene und halboffene Landschaften aller Art und besiedelt Bergregionen bis in Höhen von mindestens 3000 Metern. Die Beute besteht vor allem aus kleinen und mittelgroßen Säugetieren, aber auch Vögeln und Insekten. Seinen Horst errichtet er auf Felsklippen, in hohen Bäumen oder Kakteen.

## Beschreibung
Andenbussarde erreichen mit 60–76 cm Körperlänge und einer Flügelspannweite von 149 bis 184 cm etwa die Größe eines Schelladlers. Männchen wiegen etwa 1700 g, Weibchen 2300 g. Sie zählen zu den größten und am kräftigsten gebauten Bussarden. Der Schnabel ist relativ groß und hoch, aber nicht adlerähnlich. Die Iris ist braun, die Wachshaut hellgelb wie auch die unbefiederten Beine. Die Flügel sind lang und breit sowie an der Basis sehr breit ausgerandet, der Schwanz ist kurz und keilförmig bis gerundet. Weibchen sind deutlich größer und schwerer als Männchen.
Bei adulten Vögeln sind Kopf und Oberseite bläulich schiefergrau bis schwärzlich oder dunkel rußbraun. Die obere Brust ist ebenso gefärbt und setzt sich deutlich von der weißen Unterseite ab. An den längeren, spitzeren Federn finden sich auf Brust, Nacken und oberem Rücken feine weiße Spitzen, die Armschwingen sind gebändert.  Wangen und Kehle sind etwas aufgehellt; Schultergefieder, kleine und mittlere Armdecken sind aschgrau mit feiner dunkler Bänderung und schwarzen Schaftstrichen. Die Steuerfedern sind schwärzlich mit feinem weißem Endsaum. Die Unterseite ist bis hin zu den Unterschwanzdecken sowie einschließlich der Beinbefiederung weiß und je nach Unterart ungezeichnet oder fein dunkel gebändert.
Vögel im Jugendkleid wirken mäusebussardartig bräunlich. Sie sind oberseits schwärzlich braun mit zimtfarbener bis weißlicher Strichelung an Kopf und oberem Rücken, hellem Überaugenstreif sowie beigefarbener bis rötlich hellbrauner, dunkel gestrichelter oder gefleckter Kehle und Brust.  Rücken, Schultergefieder und Oberflügeldecken sind beige bis rötlich hellbraun gesäumt. Unterbauch und Unterflügeldecken sind mehr oder weniger dicht dunkel gebändert bis hin zu einfarbig dunkelbraun. Die Steuerfedern sind wolkig graubraun mit schwärzlicher Bänderung. Es dauert mehrere Jahre, bis immature Vögel voll ausgefärbt sind. Bis dahin gibt es mehrere Übergangskleider.

## Verbreitung

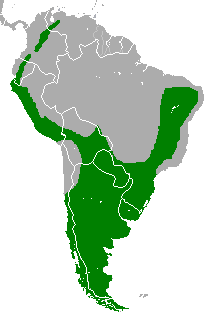
Verbreitungsgebiet des Andenbussards

Der Andenbussard ist in den klimatisch eher gemäßigten Regionen der Neotropis beheimatet. Seine lückenhafte Verbreitung erstreckt sich zum einen entlang der Anden. In Venezuela kommt die Art in der Cordillera de Mérida vor, in Kolumbien hauptsächlich in der Cordillera Oriental, aber auch in der Cordillera Occidental von Cauca südwärts. Die Verbreitung reicht dann über Ecuador und Peru, wo die Art auch das küstennahe Hügelland besiedelt, über Bolivien, Chile und Argentinien  bis Feuerland. Ferner erstreckt sich das Areal vom Osten und Südosten Boliviens über Paraguay und den Süden und Osten Brasiliens. Dort reicht es in den atlantiknahen Regionen mindestens bis Bahia, wenn nicht sogar bis Piauí und Paraíba. Südwärts erstreckt es sich durch Uruguay und ins östliche Argentinien.

## Geografische Variation
Es werden zwei Unterarten anerkannt, von denen die östlicher verbreitete Nominatform durchschnittlich größer und unterseits rein weiß ist, die in den Anden vorkommende Form G. m. australis jedoch fein dunkel quergebändert. Bei der letzteren Unterart ist zudem eine klinale (allmähliche) Zunahme der Größe nach Süden hin sowie eine zunehmend kräftigere Bänderung ab 25° N festzustellen. Der nördliche Teil der Population wurde daher auch bisweilen als G. m. meridensis Swann, 1922 abgegrenzt.
- G. m. australis Swann, 1922[4] – vom nordwestlichen Venezuela entlang der Anden südwärts bis Feuerland
- G. m. melanoleucus (Vieillot, 1819)[5] – östliches und südliches Brasilien bis Paraguay, Argentinien und Uruguay

Möglicherweise gibt es eine seltene, dunkle Morphe, die rußschwarz mit grauer Beinbefiederung ist. Diese ist jedoch nur durch ein Exemplar bekannt.

## Habitat
Der Andenbussard besiedelt lichte Trockenwälder, mit Scheinbuchen bestandene Baumsavannen, Übergangshabitate zwischen Trockenwald und Pampa („Espinal“), Savannen und Weideland sowie teils halbwüstenartiges Buschland wie den Monte. Besonders häufig ist er in felsigen Berglandschaften mit Schluchten und angrenzendem Grasland zu finden, steigt aber nur selten bis in den Páramo auf. In Peru besiedelt er vorwiegend die relativ trockenen Habitate in Tälern und am Westabhang der Anden, während er an den eher feuchten, östlich ausgerichteten Hanglagen meist selten ist. Die Höhenverbreitung reicht für gewöhnlich von Seehöhe bis zu 3500 m, beginnt jedoch in Kolumbien erst ab 1600 m, reicht in Chile nur bis 2200 m und in Venezuela teils über 4500 m. Bisweilen ist die Art aber auch in noch höheren Lagen zu finden.

## Ernährung
Der Andenbussard ernährt sich von kleineren Säugetieren, Vögeln und deren Nestlingen, Schlangen und Eidechsen, Aas, Insekten oder anderen Wirbellosen. Säugetiere machen mindestens 80 % der Beute aus. Dazu zählen hauptsächlich Strauchratten, Meerschweinchen, Skunks und Viscachas sowie die in Teilen Südamerikas eingeführten Feldhasen und Wildkaninchen. Das Gewicht der Beutetiere reicht bis zu 2 oder 3 kg. In einer chilenischen Studie machten Wildkaninchen zahlenmäßig 44 %, gewichtsmäßig sogar 82 % der Beute aus, im nördlichen Argentinien stellten Feldhasen den größten Teil der Nahrung. Bei den Vögeln reicht das Beutespektrum vom Kaninchenkauz über das Chilesteißhuhn bis hin zu Hokkohühnern der Gattung Penelope. In Brasilien wurden an einem Nest 81 % Stadttauben als Beute festgestellt.
Der Andenbussard jagt hauptsächlich aus dem Flug heraus – entweder kreisend oder in längeren Segelflügen, im Wind hängend oder gelegentlich auch rüttelnd – und geht im Sturzflug auf die Beute nieder. Eher selten ist er auch bei der Ansitzjagd zu beobachten. Die Hauptaktivität fällt auf den Vormittag und den Nachmittag; nur im Winter verbringen die Vögel den größten Teil des Tages im Flug. Oft ist die Art dann paarweise jagend zu sehen und nutzt die Thermiken an nördlich und westlich ausgerichteten Bergrücken aus. Insekten werden offenbar bisweilen zu Fuß gejagt und manchmal werden die aus getrocknetem Schlamm geformten Nester des Rosttöpfers aufgebrochen, um die Nestlinge zu erbeuten. Andenbussarde wurden dabei beobachtet, wie sie Halsbandsegler verfolgten und schwärmende Blattschneiderameisen der Gattung Atta aus der Luft fingen. Außerdem jagten sie Chimangokarakaras Beutereste ab.

## Fortpflanzung
Die Brutzeit des Andenbussards liegt in Venezuela zwischen Februar und August, in Ecuador zwischen September und April. Da im südlichen Kolumbien jedoch zwischen April und Mitte Juli ausfliegende Vögel festgestellt wurden, brütet die Art am Äquator möglicherweise das ganze Jahr über. In Peru brütet sie zwischen Mai und Oktober, im mittleren Argentinien und Chile jedoch zwischen September und Januar sowie weiter südlich zwischen Oktober und Februar und somit während der dortigen Sommermonate.
Das wuchtige Nest aus Zweigen misst etwa 85 cm im Durchmesser und kann über die Jahre auf 100 bis 160 cm anwachsen. Es steht meist auf Vorsprüngen oder Simsen in steilen Felsen, jedoch bisweilen auch in Baumwipfeln, auf Strommasten, auf Saguaros oder anderen großen Kakteen, niedrigeren Büschen oder sogar auf dem Boden. Es wird meist über einige Jahre wiederverwendet, oft aber auch nach einiger Zeit an anderer Stelle neu gebaut, so dass sich nicht selten im Radius von 150 m um einen langjährigen Brutplatz mehrere Nester finden. Balzflüge und Kopulationen finden meist über eine Phase von zwei Wochen statt.
Das Gelege besteht aus zwei, seltener einem oder drei Eiern, die zwischen 37 und 40 Tage bebrütet werden. Die Dunenjungen sind weiß. In Brasilien wurde eine Nestlingszeit von 56 Tagen, im mittleren Chile von etwa 59 Tagen festgestellt. Die Jungen werden erst nach etwa 10 Monaten selbstständig.
Der Bruterfolg lag im nördlichen Argentinien bei 1,1 ausgeflogenen Jungen pro Brutversuch und 1,8  bei erfolgreichen Bruten. 63 % derselben waren erfolgreich.

## Etymologie und Forschungsgeschichte
Die Erstbeschreibung des Andenbussards erfolgte 1819 durch Louis Pierre Vieillot unter dem wissenschaftlichen Namen Spizaëtus melanoleucus. Als Verbreitungsgebiet gab er Paraguay an. Vieillot bezog sich auf Auguila obscura y blanca von Félix de Azara. 1844 führte Johann Jakob Kaup die für die Wissenschaft neue Gattung Geranoaetus ein. Dieser Begriff leitet sich γέρανος géranos für Kranich und ἀετός aëtós für Adler ab. Der Artname melanoleucus ist ein griechisches Wortgebilde aus μέλας, μέλανος mélas, mélanos, deutsch ‚schwarz‘ und λευκός leukós, deutsch ‚weiß‘. Australis hat seinen Ursprung in lateinisch australis, auster, austri ‚südlich, Süden‘. Meridensis bezieht sich auf Mérida. Alfred Laubmann  betrachtete die Art als selten in Paraguay. Nachweise für Paraguay nannte er mit Monte Sociedad, am Río Pilcomayo und bei Waikthlatingmayalwa.

## Bestand
Über den Gesamtbestand ist nicht viel bekannt, da auch über die genaue Verbreitung Unklarheit herrscht. Die Art ist jedoch allgemein häufig und hat ein sehr großes Verbreitungsgebiet, so dass fünfstellige Bestandszahlen wahrscheinlich sind. Von der IUCN wird die Art daher als ungefährdet angesehen. Lokal kann es wie in Alagoas (Brasilien) durch Abholzung von Wäldern und Entstehung von Sekundärlebensräumen zu einer Ausweitung der Verbreitung kommen, aber auch wie im südlichen Argentinien zu lokalen Rückgängen. Dort wurden von Schafzüchtern häufig Strychnin zur Bekämpfung von Beutegreifern eingesetzt, was aber in den letzten Jahren zugunsten anderer, selektiverer Bekämpfungsmethoden abgenommen hat. Anderswo, wie im Umfeld von Santiago de Chile können sich zunehmende Besiedelung und die damit einhergehende Zerstörung von Lebensräumen negativ auswirken.